# Walckenaeria korobeinikovi
Walckenaeria korobeinikovi este o specie de păianjeni din genul Walckenaeria, familia Linyphiidae, descrisă de Sergei L. Esyunin și Efimik, 1996. Conform Catalogue of Life specia Walckenaeria korobeinikovi nu are subspecii cunoscute.